# Nikon Coolpix 5600
Le Nikon Coolpix 5600 est un appareil photographique numérique de type compact fabriqué par Nikon de la série Nikon Coolpix.
Commercialisé en février 2005 au prix public de 319,99 €, le 5600 est un appareil de dimensions réduites: 8,5 × 6 × 3,5 cm.

Son boîtier de forme ergonomique lui assure une bonne prise. Il possède une définition de 5,1 mégapixels et est équipé d'un zoom optique de 3x.

Sa portée minimum de la mise au point est de 30 cm mais ramenée à 4 cm en mode macro.

Son automatisme gère 16 modes Scène pré-programmés afin de faciliter les prises de vues (paysage, portrait, macro, musée, fête/intérieur, rétro-éclairage, plage/neige, portrait nuit, feu d'artifice, nocturne, aube/crépuscule, assistant de panorama, copie, aquatique, sports, coucher de soleil).

L’ajustement de l'exposition est automatique et permet également un mode manuel avec un ajustement dans une fourchette de ±2.0 par paliers de 0,33 EV.

La balance des blancs se fait de manière automatique, mais également semi-manuel avec des options pré-réglées (ensoleillé, lumière incandescent, tubes fluorescents, nuageux, flash).

Son flash incorporé a une portée effective de 0,4 à 3,3 m et dispose de la fonction atténuation des yeux rouges et d'un dispositif d'éclairage AF.

La fonction "BSS" sélectionne, parmi dix prises de vues successives, l'image la mieux exposée et l'enregistre automatiquement.

Son mode Rafale permet de prendre 1,3 image par seconde.
Le Coolpix 4600 est le frère jumeau du 5600, mais avec une définition de 4 mégapixels au lieu de 5,1.
Nikon a arrêté sa commercialisation en 2006.

## Caractéristiques
- Capteur CCD taille 1/2,5 pouce : 5,36 millions de pixels, effective : 5,1 millions de pixels
- Zoom optique : 3×, numérique : 4×
  - Distance focale équivalence 35 mm : 35-105 mm
  - Ouverture maximale de l'objectif : F/2,9-F/4,9
- Vitesse d'obturation : 4 à 1/3000 seconde
- Sensibilité : ISO auto 50 à 200
- Stockage : Secure Digital SD - mémoire interne de 14 Mo
- Définition image maxi : 2592×1944 au format JPEG
- Autres définitions : 2048×1536, 1024×768 et 640×480
- Définitions vidéo : 160×120, 320×240 et 640×480 à 15 images par seconde au format QuickTime avec audio.
- Connectique : USB, audio-vidéo composite
- Compatible PictBridge
- Écran LCD de 1,8 pouce - matrice active TFT de 80 000 pixels
- Pile alcaline (x2) type AA (LR6) ou en option batterie rechargeable (Ni-MH) type EN-MH1.
- Poids : 130 g sans accessoires (batteries-mémoire externe)
- Finition : anthracite.